# スティーブ・コーゼン
スティーブ・コーゼン（Steve Cauthen、1960年5月1日 - ）はアメリカ合衆国の騎手。アメリカ競馬殿堂入り。

## 経歴
1960年、アメリカ合衆国ケンタッキー州コビントンで生まれた。調教師および装蹄師の息子として同州のウォルトン（Walton, Kentucky）で育った。両親の影響で2歳の時から馬に乗り、競馬のフィルムを観ながら騎乗技術の研究をした。16歳となった1976年5月12日、同州のチャーチルダウンズ競馬場でデビュー。初騎乗のキングオブスワットは最下位に終わったが、一週間後レッドパイプで初勝利を挙げた。
翌1977年には487勝を挙げアメリカ合衆国の最多勝騎手（リーディングジョッキー）となった。この年はエクリプス賞の3部門を受賞、他にもスポーツイラストレイテッド誌の「スポーツマン・オブ・ザ・イヤー」、AP通信の「AP通信アスリート・オブ・ザ・イヤー（Associated Press Athlete of the Year）などを受賞した。
1978年にはアファームドでアメリカ三冠競走の3つ全てを優勝し、三冠騎手最年少記録となった。
1979年にはイギリスに拠点を移し、4月7日にソールズベリー競馬場（Salisbury Racecourse）でマーキーユニバーサルに騎乗して初勝利を挙げるとイギリスでも最多勝騎手を3回獲得（1984年〜1985年、1987年）、イギリスのクラシック競走を10勝した。イギリス国外でも1989年にはアイルランドオークスを優勝、同年オールドヴィックでジョッケクルブ賞とアイルランドダービーを優勝、1991年にはイタリアダービーを優勝した。
1993年に引退。通算成績は14,630戦2,794勝。その後は生まれ故郷であるケンタッキー州に戻り、ターフウェイパーク競馬場（Turfway Park）の役員を務めている。1992年に結婚。夫人と3人の娘がいる。
1984年にはジョージ・ウルフ記念騎手賞を受賞、1994年にはアメリカ競馬殿堂入りを果たすなど多くの賞を受賞した。

### 来日歴
1979年11月11日には日本の地方競馬である大井競馬場でスチーブ・コーゼン招待競走が行われ、コーゼンは11月13日に行われた青雲賞をタガワテツオーで優勝した。中央競馬では1987年と1990年のジャパンカップに騎乗した（ともに7着）。また1987年のワールドスーパージョッキーズシリーズでも騎乗経験がある。

## 騎乗馬
- アファームド
- オーソーシャープ
- スリップアンカー
- リファレンスポイント
- オールドヴィック
- トリプティク
- ベルメッツ